# María del Mar Vázquez Agüero
María del Mar Vázquez Agüero (Almería, 14 de septiembre de 1976) es una política española del Partido Popular, primera alcaldesa de la ciudad de Almería.

## Formación
Nacida en Almería, es licenciada en Psicología por la Universidad de Granada, máster oficial en Neuropsicología y Educación por la Universidad Internacional de La Rioja (UNIR), máster Universitario en Formación del Profesorado de Educación Secundaria Obligatoria, Bachillerato, Formación Profesional y Enseñanza de Idiomas por la Universidad Internacional de Valencia (VIU) y técnico superior en Gestión Comercial y Marketing (Comunidad de Madrid).

## Carrera política
Comenzó su carrera política en 2007, año en el que se afilió al Partido Popular. Entre 2008 y 2011 fue concejala de Turismo en el Ayuntamiento de Almería y consejera delegada de la Empresa Municipal Almería Turística S.L. De 2011 a 2015 desempeñó el cargo de diputada de Cultura, Deportes y Juventud en la Diputación Provincial de Almería. De 2015 a 2019 fue teniente de alcalde, portavoz del Equipo de Gobierno, concejala delegada de Economía, Contratación e Informática en el Ayuntamiento de Almería y de 2019 a 2022 primera teniente de alcalde y portavoz del Equipo de Gobierno y concejala de Presidencia y Planificación. En 2021 fue nombrada secretaria general del PP de Almería capital y vocal del Comité Electoral.
Desde 2022 es alcaldesa de Almería por el Partido Popular. Fue elegida para el cargo el 2 de septiembre de 2022 tras la renuncia de su predecesor, Ramón Fernández-Pacheco Monterreal. Desde el 15 de diciembre de 2022 es también vocal de la Junta de Gobierno de la Federación Española de Municipios y Provincias (FEMP) y de su Consejo Territorial.